# Las confesiones del doctor Sachs
Las confesiones del doctor Sachs (en francés, La Maladie de Sachs) es una película dramática francesa de 1999 dirigida por Michel Deville basada en la novela de Martin Winckler. Ganó el premio French Syndicate of Cinema Critics Prix Méliès, y recibió diversas nominaciones a los César al mejor Actor, Director y guion adaptado.

## Sinopsis
El Dr. Bruno Sachs, el único médico en una pequeña ciudad francesa, parece en la superficie ser compasivo y dedicado. Sin embargo, en privado no está contento con su trabajo y no le agradan la mayoría de sus pacientes, entre los que se incluyen un paciente cardíaco que se niega a someterse a una cirugía para salvarle la vida y un hombre cuya esposa quiere tener relaciones sexuales tres veces al día y cuya tensión está provocando su cuerpo a desgastarse. Para complementar sus ingresos, el Dr. Sachs realiza abortos en un pueblo cercano. Aquí conoce a Pauline Kasser, una mujer joven, y se sienten atraídos el uno por el otro. Si bien no está interesada en un noviazgo tradicional, le gustaría consumar su relación. Unos días después, se encuentra con él en una librería y su relación parece comenzar a florecer.

## Reparto
- Albert Dupontel - Doctor Bruno Sachs
- Valérie Dréville - Pauline Kasser
- Dominique Reymond - Madame Leblanc
- Étienne Bierry - M. Renard
- Nathalie Boutefeu - Viviane
- Béatrice Bruno - Angèle Pujade
- Gilles Charmot - Georges
- Christine Brücher - madre de Annie
- Cécile Arnaud - vecino de Madame Bailly
- Serge Riaboukine - el borracho
- Albert Delpy - el cliente de la farmacia
- Nicolas Marié - capitán de bomberos